# Aouste
Aouste je francouzská obec v departementu Ardensko v regionu Grand Est. Žije zde 202 obyvatel.

## Poloha obce
Obec leží  na severozápadě departementu Ardensko. 

### Sousední obce
| Růžice kompasu |                     | Champlin | Estrebay | Růžice kompasu |
| Růžice kompasu | Rumigny             | Sever    | Prez     | Růžice kompasu |
| Růžice kompasu | Rumigny             | Aouste   | Prez     | Růžice kompasu |
| Růžice kompasu | Rumigny             | Jih      | Prez     | Růžice kompasu |
| Růžice kompasu | Blanchefosse-et-Bay | La Férée | Liart    | Růžice kompasu |